# Georg Fredrik von Snoilsky
Georg Fredrik von Snoilsky, född den 20 december 1647, död den 1 mars 1705, var en svensk diplomat och adelsman. Han var son till Georg von Snoilsky och farfars bror till Johan Snoilsky.

## Biografi
Snoilsky blev 1674 sekreterare vid beskickningen i Wien och utnämndes 1680 till Sveriges ombud vid riksdagen i Regensburg samt resident i de fyra "nedre" kretsarna. Han representerade sedan sitt land på denna post under den långa tiden 1681–1703 och efterlämnade liksom sin fader en i Riksarkivet bevarad omfattande serie av depescher, en viktig källa för kännedomen om Sveriges tyska politik. Snoilsky återvände 1703 till Sverige, blev samma år kansliråd och 1704 hovkansler.